# Brooke Nevin

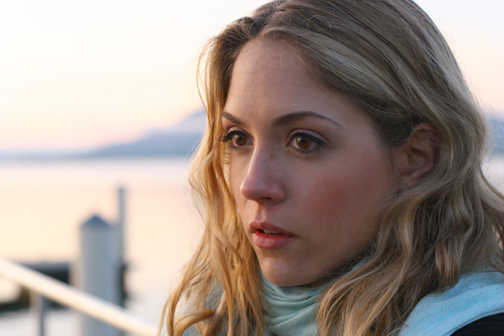
Brooke Nevin (2006)

Brooke Candice Nevin (* 22. Dezember 1982 in Toronto, Ontario) ist eine kanadische Schauspielerin. 

## Leben und Karriere
Bekannt wurde sie vor allem durch Auftritte in den Serien Animorphs und 4400 – Die Rückkehrer. Sie ist die Tochter des Profi-Eishockeyspielers Bob Nevin. 2013 hatte sie in der zweiten Staffel der CBC-Television-Serie Cracked neben David Sutcliffe eine Hauptrolle.

## Filmografie (Auswahl)
- 1998–1999: Animorphs (Fernsehserie, 26 Episoden)

- 2002: Seriously Weird
- 2004–2006: 4400 – Die Rückkehrer (The 4400, Fernsehserie, 7 Episoden)
- 2004: Too Cool for Christmas
- 2005: Charmed – Zauberhafte Hexen (Charmed, Fernsehserie, Episode 7x18)
- 2005: Smallville (Fernsehserie, Episode 5x05)
- 2005: Without a Trace – Spurlos verschwunden (Without a Trace, Fernsehserie, Episode 3x11)
- 2005: Supernatural (Fernsehserie, Episode 1x10)
- 2006: Ich werde immer wissen, was du letzten Sommer getan hast (I’ll Always Know, What You Did Last Summer)
- 2006: Everwood (Fernsehserie, Episode 4x13)
- 2006: Angeklagt – Der Kampf einer Tochter (The Perfect Suspect)
- 2006: My Boys (Fernsehserie, Episode 1x03)
- 2007: Grey’s Anatomy (Fernsehserie, Episode 4x08)
- 2007: My Suicide
- 2007: The Comebacks
- 2008: Eli Stone (Fernsehserie, Episode 1x09)
- 2009: Infestation – Nur ein toter Käfer ist ein guter Käfer (Infestation)
- 2010: How I Met Your Mother (Fernsehserie, Episode 5x18)
- 2010–2011: Call Me Fitz (Fernsehserie, 17 Episoden)
- 2011–2012: Breakout Kings (Fernsehserie, 23 Episoden)
- 2012: Alter Ego – Grosse Helden, noch grössere Probleme (Alter Egos)
- 2012–2015: CSI: Den Tätern auf der Spur (CSI: Crime Scene Investigation, Fernsehserie, 3 Episoden)
- 2013: Cracked (Fernsehserie, 8 Episoden)
- 2014: Motive (Fernsehserie, Episode 2x06)
- 2015: Perception (Fernsehserie, Episoden 3x08–3x10)
- 2015: Signed, Sealed, Delivered: From Paris with Love (Fernsehfilm)
- 2015: Zelos (Kurzfilm)
- 2015: Stolen from Suburbia (Stolen from the Suburbs)
- 2015: Longmire (Fernsehserie, Episode 4x04)
- 2015: Major Crimes (Fernsehserie, Episode 4x14)
- 2015: On the Twelfth Day of Christmas (Fernsehfilm)
- 2015: Construction
- 2016: Quantum Break (Fernsehserie, 4 Episoden)
- 2016: Journey Back to Christmas (Fernsehfilm)
- 2017: The Wrong Mother
- 2017: The Christmas Cure (Fernsehfilm)
- 2017: Lethal Weapon (Fernsehserie, Episode 2x02)
- 2017: Scorpion (Fernsehserie, 3 Episoden)
- 2018, 2022: S.W.A.T. (Fernsehserie, 2 Episoden)
- 2018: Carter (Fernsehserie, 2 Episoden)
- 2018: The Thinning: New World Order
- 2018: Jingle Around the Clock (Fernsehfilm)
- 2018: Peaked in High School
- 2020: Her Secret Family Killer
- 2020: Council of Dads (Fernsehserie, 3 Episoden)
- 2021: Construction
- 2021: Sweet as Maple Syrup (Fernsehfilm)
- 2021: Crashing Through the Snow (Fernsehfilm)
- 2021: It Takes a Christmas Village (Fernsehfilm)
- 2022: Magnum P.I. (Fernsehserie, Episode 4x10)
- 2022: Meet Me in New York (Fernsehfilm)
- 2022, 2024: Good Trouble (Fernsehserie, 7 Episoden)
- 2024: Tracker (Fernsehserie, Episode 2x02)
- 2024: F*** Marry Kill